# Elektrownia jądrowa Brennilis

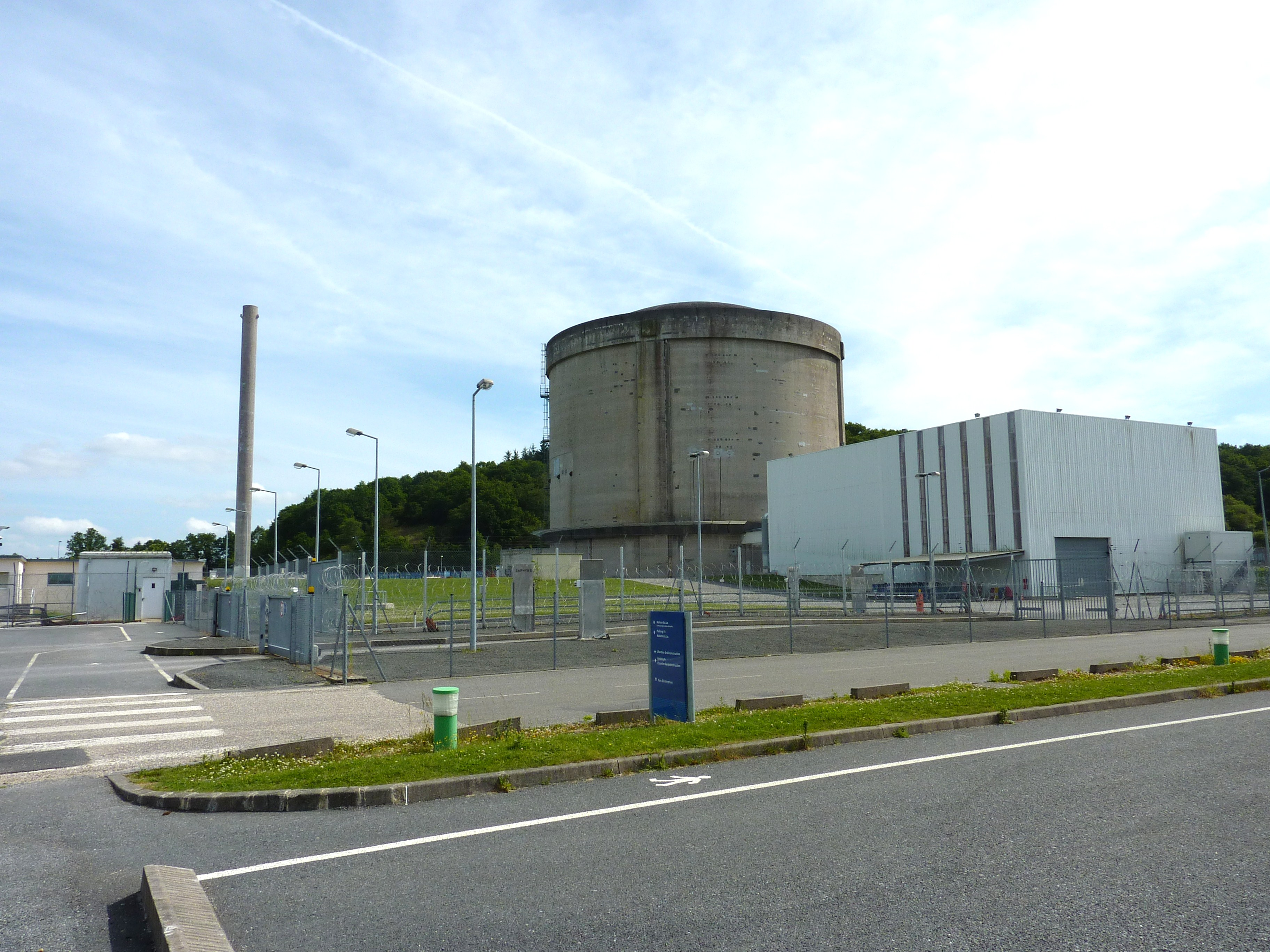
Elektrownia jądrowa Brennilis, rok 2010

Elektrownia jądrowa Brennilis (fr. Centrale nucléaire de Brennilis, również Centrale nucléaire de Monts d'Arree) – nieczynna prototypowa francuska elektrownia jądrowa położona koło miejscowości Brennilis, nad sztucznym jeziorem Saint-Michel, w regionie Bretania.
Elektrownia stanowiła placówkę badawczo-rozwojową francuskiego urzędu energii atomowej. Budowę rozpoczęto w 1962 roku. Elektrownia posiadała jeden reaktor ciężkowodny chłodzony dwutlenkiem węgla. Od połowy 1968 odprowadzała energię do ogólnej sieci energetycznej.
15 sierpnia 1975 dwie eksplozje uszkodziły turbinę i zniszczyły łączność telefoniczną ośrodka. Do zamachu przyznał się Front Wyzwolenia Bretanii. W 1979 ta sama grupa sabotowała linie energetyczne między elektrownią a siecią energetyczną. Brak zasilania spowodował wyłączenie elektrowni. Był to jedyny zamach terrorystyczny, w wyniku którego doszło do wstrzymania pracy przez elektrownię jądrową.
W 1985 podjęto decyzję o wyłączeniu elektrowni. Koszt demontażu wynosi obecnie 482 mln euro, więcej niż pierwotnie zakładano.
Przez cały swój czas działania wyprodukowała 6,32 TWh energii elektrycznej, pracując efektywnie przez 68,7% czasu.

## Reaktory
| Nazwa bloku        | Typ reaktora          | Producent / Dostawca | Właściciel            | Operator              | Rozpoczęcie budowy | Stan krytyczny  | Włącz. do sieci | Praca komercyjna | Trwałe wyłączenie | Moc elektr. netto (MW) | Moc elektr. brutto (MW) | Moc termiczna (MW) |
| ------------------ | --------------------- | -------------------- | --------------------- | --------------------- | ------------------ | --------------- | --------------- | ---------------- | ----------------- | ---------------------- | ----------------------- | ------------------ |
| Brennilis-1 (EL-4) | HWGCR (Monts-d'Arree) |                      | Électricité de France | Électricité de France | 1 lipca 1962       | 23 grudnia 1966 | 9 lipca 1967    | 1 czerwca 1968   | 31 lipca 1985     | 70                     | 75                      | 250                |